# Hydre (héraldique)

Hydre menaçante de sinople, allumée et lampassée de gueules

Pour les articles homonymes, voir Hydre.
L'hydre est une figure héraldique imaginaire décrite comme un dragon à sept têtes, la plus basse ne tenant normalement que par un filament (si cette dernière tête est aussi solidement implantée que les autres, l'hydre est dite menaçante). La queue se termine par un dard ou même par un serpent.